# Roșiori, Bihor
Roșiori (în maghiară Biharfélegyháza) este satul de reședință al comunei cu același nume din județul Bihor, Crișana, România.

## Personalități
- Zsigmond Jakó Pal (1916-2008), istoric, membru de onoare al Academiei Române